# 戈氏豬齒魚
戈氏豬齒魚，為輻鰭魚綱鱸形目隆頭魚亞目隆頭魚科的其中一種，分布於中西太平洋的珊瑚海海域，棲息深度可達82公尺，體長可達10.3公分，棲息珊瑚礁區，生活習性不明。

## 擴展閱讀
維基物種上的相關：戈氏豬齒魚